# Gare de Sermaise
La gare de Sermaise est une gare ferroviaire française de la ligne de Brétigny à La Membrolle-sur-Choisille, située sur le territoire de la commune de Sermaise, dans le département de l'Essonne en région Île-de-France.
C'est une gare de la Société nationale des chemins de fer français (SNCF) desservie par les trains de la branche C4 du RER C.

## Situation ferroviaire
Établie à 92 mètres d'altitude, la gare de Sermaise se situe au point kilométrique (PK) 51,103 de la ligne de Brétigny à La Membrolle-sur-Choisille entre les gares de Saint-Chéron et Dourdan.

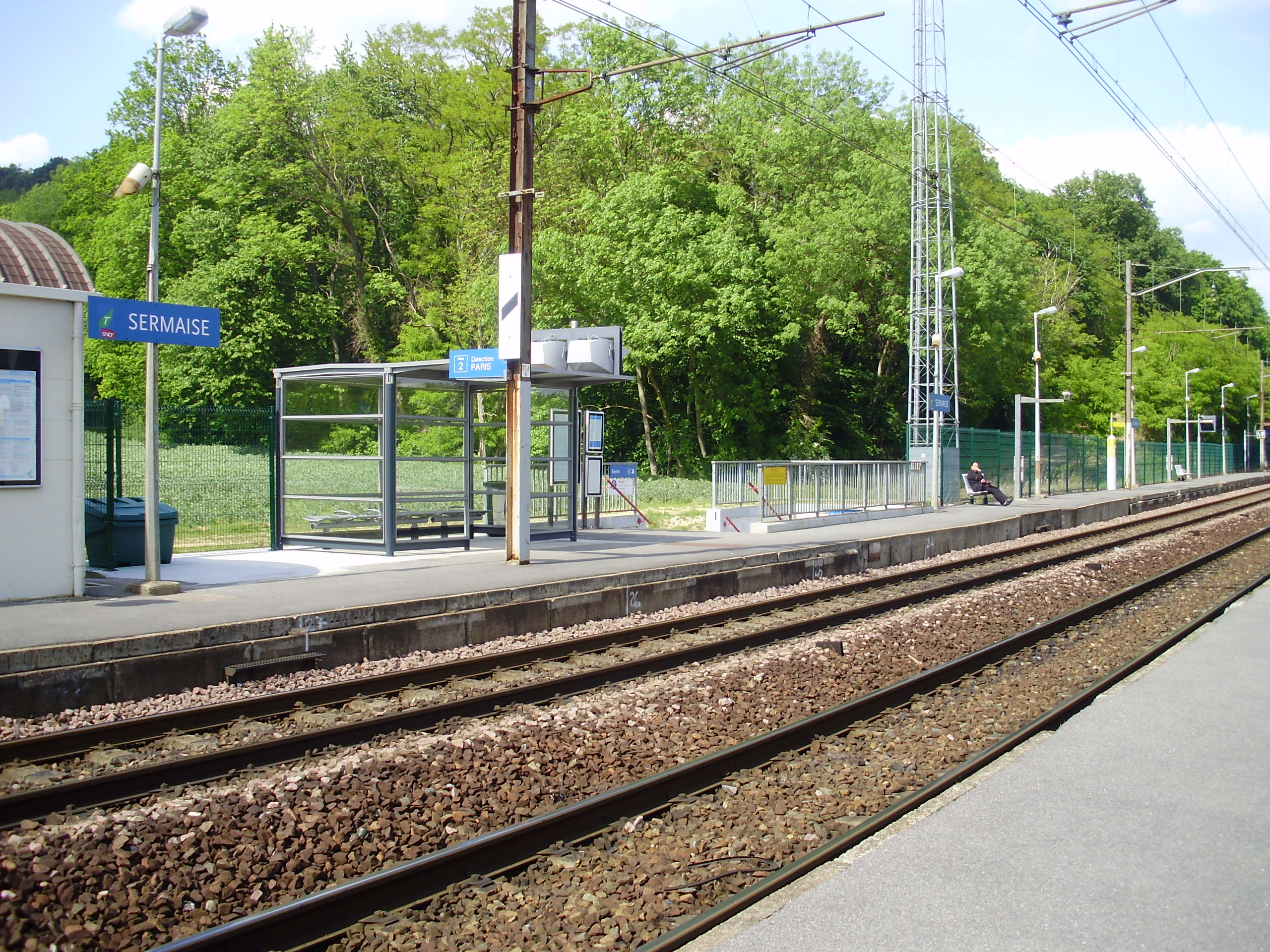
Vue du quai de la gare en direction de Brétigny.

## Histoire
La première section de la ligne de Brétigny à Vendôme (144 kilomètres) est ouverte le 28 décembre 1865. La ligne est mise en double voie en 1901, puis électrifiée en 1924 (en 1 500 volts), mais uniquement sur la section Brétigny - Dourdan.  Cette  section fut intégrée dans la ligne C du RER en 1979.

## Fréquentation
De 2015 à 2020, selon les estimations de la SNCF, la fréquentation annuelle de la gare s'élève aux nombres indiqués dans le tableau ci-dessous.
| Année     | 2015    | 2016    | 2017    | 2018    | 2019    | 2020   |
| --------- | ------- | ------- | ------- | ------- | ------- | ------ |
| Voyageurs | 116 851 | 121 816 | 126 376 | 128 659 | 131 344 | 71 836 |

## Service des voyageurs

### Accueil
Elle est équipée d'un système d'information sur les horaires des trains en temps réel sur les quais et d'un automate pour l'achat de titres de transport Transilien.
Deux quais latéraux encadrent les voies, le changement de l'un à l'autre se fait via un souterrain, accessible depuis la rue.

### Desserte
Elle est desservie par les trains de la ligne C du RER parcourant la branche C4.

### Intermodalité
La gare est desservie par la ligne 4458 du réseau de bus Essonne Sud Ouest.